# Associação das Entidades Carnavalescas de Pelotas
Associação da Entidades Carnavalescas de Pelotas (conhecida pela sigla ASSECAP) é uma entidade que reúne as entidades que participam do Carnaval de Pelotas, Rio Grande do Sul.
 Entre suas filiadas estão escolas de samba, escolas de samba mirins e blocos burlescos.

## Diretoria
Em 2010, seu presidente era Roberto Nunes.
Seus diretores, para o biênio 2010 – 2012, eram:
- Presidente:Marco Aurélio Moraes
- Vice-Presidente:Francisco Rangel
- 1º Secretario:Maria Cristina Vieira Moraes
- 2º Secretario:Luiz Henrique
- 1º Tesoureiro:Roberto Numes
- 2º Tesoureiro:Jorge Vasques
- Relações Publicas:Paulo Gastal

## Entidades filiadas

### Escolas de Samba
- Academia do Samba
- Estação Primeira do Areal
- General Telles
- Imperatriz da Zona Norte
- Ramiro Barcellos
- Unidos do Fragata

### Bandas Carnavalescas
Em Pelotas, as bandas carnavalescas são agremiações que executam músicas famosas, originalmente compostas em outros ritmos, porém ao som de samba. Só desfilam pessoas com uma camiseta personalizada da entidade. 
| - Dona da Noite - Empolgação - Entre a Cruz e a Espada - Família - Girafa da Cerquinha - Integração, Saúde e Educação - Leocadia | - Kibandaço - Ki-Folia - Lobos da Cerca - Meta - Vila Castilho - Xavabanda - Coisa Querida |  |

### Blocos Burlescos
São uma versão das bandas, sem camisetas, mas com fantasias de Carnaval.
| - Bafo da Onça - Bruxa da Varzea - Café no Bule - Candinhas da Cerquinha - Gaviões do Pestano | - Linguarudos da Varzea - Mafa do Colono - Nega Thereza - Tesoura da Tiradentes |  |